# Conseil régional de la Martinique
Assemblée de Martinique
Hôtel de région, rue Gaston Defferre à Fort-de-France
Le conseil régional de la Martinique était l'assemblée délibérante de la région Martinique depuis sa création en 1972 jusqu'au 31 décembre 2015. Au 1er janvier 2016, l'assemblée de Martinique s'est substituée au conseil régional et au conseil général de la Martinique.

## Compétences
Le conseil régional était chargé du développement économique, de la gestion des fonds structurels européens, de la formation professionnelle, l'apprentissage et l'orientation, des lycées, de l'environnement, des équipements structurants, de l'aménagement du territoire, et de la culture, du sport, du logement et de la politique de la ville.

## Exécutif et commission permanente

### Présidents du conseil régional
- Camille Petit (1974-1983)

- Aimé Césaire, PPM (1983-1988)[1]
- Camille Darsières, PPM (1988-1992)
- Émile Capgras, PCM (1992-1998)
- Alfred Marie-Jeanne, MIM (1998-2010)
- Serge Letchimy, PPM (2010-2015)

### Commission permanente
La commission permanente est composée de  15 élus dont 12 vice-président et 3 assesseurs.
1er vice-président : Catherine Conconne, 2e vice-président : Daniel Robin, 3e vice-président : Patricia Telle, 4e vice-président : Marie-Thérèse Casimirius, 5e vice-président : Yvette Galot, 6e vice-président : Luc-Louison Clémenté, 7e vice-président : Jenny Dulys, 8e vice-président : Justin Pamphile, 9e vice-président : Jocelyne Pinville, 10e vice-président : Jean-Claude Duverger, 11e vice-président : Daniel Marie-Sainte, 12e vice-président : Miguel Laventure.
3 assesseurs : Marie-Hélène Léotin, Francis Carole, Marie-Line Lesdéma.

## Identité visuelle (logo)

Ancien logo du conseil régional.

## Composition du conseil régional par groupe politique
Les 41 élus du conseil régional des dernières élections régionales des 14 et 21 mars 2010 étaient :
Majorité :
- La liste « Ensemble, pour une Martinique nouvelle » (alliance PPM, FSM, MPF, Osons oser, divers gauche, Vivre à Schœlcher et société civile), conduite par Serge Letchimy obtient 26 sièges : Serge Letchimy (PPM), Catherine Conconne (PPM), Jean-Claude Duverger (PPM), Patricia Telle (FSM), Chimène Alcibiade (DVG), Yvette Galot (DVG), Luc-Louison Clémenté (Mouvement Vivre à Schœlcher), Jenny Dulys (Osons Oser), Justin Pamphile (DVG), Jocelyne Pinville (DVG), Daniel Robin (PPM), Karine Roy-Camille (société civile), Daniel Chomet (PPM), Christiane Mage (PPM), Simon Morin (PPM), Marie-France Thodiard (MPF), Jean Crusol (PPM), Marie-Thérèse Casimirius (PPM), Fred Lordinot (PPM), Marlène Lanoix (FSM), Camille Chauvet (PPM), Karine Galy (DVG), José Maurice (DVG), Elisabeth Landi (PPM), Thierry Fondelot (PPM), Manuela Kéclard-Mondésir (PPM).
Jean-Claude Duverger du PPM remplace, depuis le 1er octobre 2012, Maurice Antiste, élu sénateur.
Chimène Alcibiade remplace Didier Laguerre, à la suite de sa démission le 8 avril 2014.

Opposition :
- La liste des « Patriotes martiniquais et sympathisants » (alliance MIM, Palima, CNCP, sympathisants), conduite par Alfred Marie-Jeanne obtient 12 sièges : Daniel Marie-Sainte (MIM), Marie-Hélène Léotin (CNCP], Francine Carius (MIM), Francis Carole (Palima), Sandrine Saint-Aimé (MIM), Claudine Jean-Théodore, Louis Boutrin (Martinique Écologie), Marie-Line Lesdéma (MIM), Vincent Duville (MIM), Aurélie Dalmat (MIM), Sylvain Bolinois (MIM) et Lise N'Guéla (MIM).
Le président sortant Alfred Marie-Jeanne a décidé le 23 mars 2010 de ne pas siéger au conseil régional présidé par Serge Letchimy, il est remplacé par Sylvain Bolinois.
Lise N'Guéla (MIM) remplace depuis juillet 2012 Jean-Philippe Nilor (MIM) élu député.

- La liste  « Rassembler la Martinique » (alliance UMP, FMP, PRM) conduite par André Lesueur obtient 3 sièges : André Lesueur (FMP), Chantal Maignan (PRM), Miguel Laventure (FMP)
Chantal Maignan a rejoint fin janvier 2015 le groupe « Ensemble, pour une Martinique nouvelle ».

## Commissions sectorielles
- Commission développement durable, transport et énergie - Président : Daniel Chomet
- Commission des affaires économiques - Président : Jean Crusol
- Commission économie sociale et solidaire - Président : Justin Pamphile
- Commission culture et patrimoine - Président : Yvette Galot
- Commission BTP et équipement - Président : Luc-Louison Clémenté
- Commission des affaires financières et du budget - Président : Fred Lordinot
- Commission agriculture et élevage - Président : José Maurice
- Commission coopération et affaires européennes - Président : Karine Galy
- Commission pêche, aquaculture, ressources marines et affaires maritimes - Président : Patricia Telle
- Commission éducation et formation professionnelle - Président : Daniel Robin
- Commission enseignement supérieur, innovation et recherche - Président : Elisabeth Landi
- Commission santé - Président : Marlène Lanoix
- Commission logement et habitat - Président : Simon Morin
- Commission sports - Président : Thierry Fondelot
- Commission affaires juridiques, avis et textes à caractère réglementaire et législatif - Président : Chantal Maignan
- Commission d'appel d'offres - Président : Didier Laguerre
- Commission évaluation du SAR - Président : Camille Chauvet
- Commission partenariat public privé - Président : Didier Laguerre
- Commission spéciale de maîtrise d'œuvre - Président : Manuella Kéclard-Mondésir
- Commission délégation service public - Président : Daniel Robin
- Commission ad hoc plan de relance et grands projets structurants - Président : Catherine Conconne
- Commission ad hoc préparation de la collectivité unique - Président : Didier Laguerre
- Commission ad hoc plan jeune - Président : Justin Pamphile
- Commission ad hoc tourisme - Président : Karine Roy-Camille
- Commission ad hoc évaluation et prospective - Président : Daniel Robin
- Commission ad hoc octroi de mer et fiscalité - Président : André Lesueur
- Commission ad hoc risques majeurs et naturels - Président : Jocelyne Pinville

## Résultat des élections régionales des 14 et 21 mars 2010
| Tête de liste  | Tête de liste            | Liste                   | Premier tour | Premier tour | Second tour | Second tour | Sièges | Sièges |
| Tête de liste  | Tête de liste            | Liste                   | #            | %            | #           | %           | #      | %      |
| -------------- | ------------------------ | ----------------------- | ------------ | ------------ | ----------- | ----------- | ------ | ------ |
|                | Serge Letchimy           | PPM                     | 51 793       | 40,02        | 78 057      | 48,32       | 26     | 63,42  |
|                | Alfred Marie-Jeanne*     | MIM                     | 41 642       | 32,18        | 66 309      | 41,05       | 12     | 29,27  |
|                | André Lesueur            | Majorité présidentielle | 13 586       | 10,50        | 17 173      | 10,63       | 3      | 7,32   |
|                | Madeleine de Grandmaison | RDM                     | 8 875        | 6,86         |             |             |        |        |
|                | Pierre Samot             | BPM                     | 5 131        | 3,96         |             |             |        |        |
|                | Ghislaine Joachim-Arnaud | CO                      | 3 514        | 2,72         |             |             |        |        |
|                | Guy Lordinot             | DVG                     | 2 446        | 1,89         |             |             |        |        |
|                | Max Orville              | MoDem                   | 1 350        | 1,04         |             |             |        |        |
|                | Jean-Claude Granier      | DVD                     | 1 082        | 0,84         |             |             |        |        |
|                |                          |                         |              |              |             |             |        |        |
| Inscrits       | Inscrits                 | Inscrits                | 301 244      | 100,00       | 299 933     | 100,00      |        |        |
| Abstention     | Abstention               | Abstention              | 167 278      | 55,53        | 133 969     | 44,67       |        |        |
| Votants        | Votants                  | Votants                 | 133 966      | 44,47        | 165 964     | 55,33       |        |        |
| Blancs et nuls | Blancs et nuls           | Blancs et nuls          | 4 547        | 3,39         | 4 425       | 2,67        |        |        |
| Exprimés       | Exprimés                 | Exprimés                | 129 343      | 96,61        | 161 539     | 97,33       |        |        |

* liste du président sortant

## Siège
Le conseil régional de la Martinique siégeait dans l'hôtel de région situé à la rue Gaston Defferre dans le quartier Cluny à Fort-de-France.

## Femmes au Conseil régional de Martinique
En 1983, Madeleine de Grandmaison et Pierette Henrie Arsenec sont les deux premières femmes élues au conseil régional de la Martinique. De 2010 à 2015 Catherine Conconne a été première vice-présidente du conseil régional.